# مارویاما گوندازائمون
مارویاما گوندازائمون (به ژاپنی: 丸山 権太左衛門) کُشتی‌گیر سومو اهل استان میاگی در کشور ژاپن است که سومین کشتی‌گیر دارای رتبهٔ یوکوزونا محسوب می‌شود. وی در سال ۱۷۴۹ میلادی به این مرتبه ارتقاء یافت و در سال ۱۷۴۹ میلادی بازنشست شد.